# Miricetină
Miricetina (denumită și miricetol) este un flavonol natural cu efect antioxidant care se găsește în multe surse vegetale. Surse alimentare includ legume (precum roșii), fructe (precum portocale), nuci, fructe de pădure, ceai, și vin roșu.